# NGC 2680
NGC 2680 est une paire d'étoiles rapprochées située dans la constellation de la Cancer. L'ingénieur irlandais l'ingénieur irlandais Bindon Stoney a enregistré la position de ces deux étoiles le 26 février 1851.
Sur des images de moindre qualité, NGC 2680 apparaît comme un objet flou à l'est de la galaxie NGC 2679. En conséquence, certaines bases de données liste NGC 2680 comme une galaxie ou encore l'identifie comme étant NGC 2679.